# Аварис
Аварис (егип.), био је главни град династије Хикса у Египту, сматра се да је био у близини Тел ел-Даб'а.
Смештен у североисточном делу делте Нила. Град је саграђен на рушевинама града из доба Средњег краљевства. Пошто су га Хикси освојили, утврдили су град и владали Египтом, користећи нову војну технологију — двоколице, односно борна кола, компактни лук и др.
| O7 | t · pr | D56 | t · niwt |

| O7 | t · pr | D56 | t · niwt |

Седамнаеста египатска династија из Тебе је предендовала на власт и покорили су Хиксе. Ахмозе I, оснивач Осамнаесте династије, осваја Аварис и истерује Хиксе из Египта. Град је разрушен, али је на месту у доба Деветнаесте династије поново саграђен под именом Пи Рамесес.